# Чиллерама
«Чиллерама» (англ. Chillerama) — фильм, пародирующий фильмы, выпущенные в течение 40 лет золотой эры ужасов прошлого столетия. Премьера в мире состоялась 22 августа 2011 года.

## Сюжет
Действие происходит в открытом кинотеатре во время демонстрации фильмов ужасов. Во время просмотра часть зрителей превратилась в зомби и устроила оргию, превращая в зомби всех остальных.

### Вадзилла
Сюжет
Парень принимает экспериментальный препарат под названием «Спермапермайн». После этого, его сперматозоид вырастает до гигантских размеров и начинает пожирать людей.
В ролях
- Адам Рифкин — Майлз Мансон
- Сара Матч — Луиза
- Оуэн Бенджамин — Ларри
- Рэй Уайз — доктор Уимс
- Эрик Робертс — генерал Букаке
- Лин Шэй — Багледи
- Оливия Тейлор Дадли — медсестра

### Я был тинейджером-медведем-оборотнем
Сюжет
Подростки-гомосексуалы во время возбуждения в полнолуние превращались в медведей-оборотней и убивали людей.
В ролях
- Брент Корриган — Рикки
- Рон Джереми
- Лин Шэй — медсестра Малева

### Дневник Анны Франкенштейн
Сюжет
Адольф Гитлер забирает из еврейской семьи Франкенштейнов журнал и, следуя содержащейся в нём инструкции, создаёт подобие монстра Франкенштейна.
В ролях
- Джоэл Дэвид Мур — Адольф Гитлер
- Кристина Клебе — Ева Браун
- Кейн Ходдер — Мешуганнах

### Смертельный высер
Сюжет
Фильм, при просмотре которого у всех зрителей в кинотеатре начинается диарея.
В ролях
- Ричард Рили — Сесил Кауфман
- Оливия Тейлор Дадли — Лаура